# Levantamento de peso nos Jogos Pan-Americanos de 2007 - Mais de 105 kg masculino
A categoria acima de 105 kg masculino do levantamento de peso nos Jogos Pan-Americanos de 2007 foi disputada no Pavilhão 2 do Complexo Esportivo Riocentro com seis halterofilistas, cada um representando um país.

## Medalhistas
| Ouro   | CHI Cristian Escalante |
| Prata  | USA Casey Burgener     |
| Bronze | VEN Víctor Heredia     |

## Resultados
| Pos.              | Atleta                 | Grupo | Peso   | Arranque (kg) | Arranque (kg) | Arranque (kg) | Arranque (kg) | Arremesso (kg) | Arremesso (kg) | Arremesso (kg) | Arremesso (kg) | Total (kg) |
| Pos.              | Atleta                 | Grupo | Peso   | 1             | 2             | 3             | Result.       | 1              | 2              | 3              | Result.        | Total (kg) |
| ----------------- | ---------------------- | ----- | ------ | ------------- | ------------- | ------------- | ------------- | -------------- | -------------- | -------------- | -------------- | ---------- |
| Medalha de ouro   | CHI Cristian Escalante | A     | 125,15 | 170           | 177           | 180           | 180           | 207            | 215            | 221            | 221            | 401        |
| Medalha de prata  | USA Casey Burgener     | A     | 119,55 | 170           | 170           | 177           | 177           | 205            | 215            | 223            | 215            | 392        |
| Medalha de bronze | VEN Víctor Heredia     | A     | 123,45 | 161           | 166           | 170           | 166           | 206            | 211            | 215            | 215            | 381        |
| 4                 | ECU Julio Arteaga      | A     | 128,60 | 152           | 160           | 165           | 165           | 205            | 211            | 215            | 211            | 376        |
| 5                 | BRA Lauri Blair        | A     | 122,40 | 160           | 165           | 170           | 165           | 200            | 200            | 209            | 200            | 365        |
| 6                 | DOM Francisco Duran    | A     | 174,10 | 150           | 150           | 162           | 150           | 175            | 185            | 195            | 185            | 335        |

Legenda
| Recorde mundial                  | Recorde mundial (World record)               |                       | Recorde africano                      | Recorde africano (African) |                                           | Q | Classificado por posição (Qualified) |
| Recorde dos Jogos Pan-Americanos | Recorde pan-americano (Pan-American record)  | Recorde da América    | Recorde da América (Americas)         | q                          | Classificado por melhor tempo (Qualified) |   |                                      |
| Melhor marca do ano              | Melhor marca do ano (World leading)          | Recorde asiático      | Recorde asiático (Asian)              | DNS                        | Não largou (Did not start)                |   |                                      |
| Recorde nacional                 | Recorde nacional (National record)           | Recorde europeu       | Recorde europeu (European)            | DNF                        | Não terminou (Did not finish)             |   |                                      |
| Recorde pessoal                  | Recorde pessoal do atleta (Personal best)    | Recorde da Oceania    | Recorde da Oceania (Oceania)          | DSQ / DQ                   | Desclassificado (Disqualified)            |   |                                      |
| Recorde da temporada             | Recorde da temporada do atleta (Season best) | Recorde sul-americano | Recorde sul-americano (South America) | NM                         | Sem marca (No mark)                       |   |                                      |